# Time to Think: The Inside Story of the Collapse of the Tavistock's Gender Service for Children
Time to Think: The Inside Story of the Collapse of the Tavistock's Gender Service for Children is een in 2023 gepubliceerd boek van BBC's Newsnight-onderzoeksjournaliste Hannah Barnes over misstanden bij de Britse gezondheidskliniek GIDS, ook bekend als de Tavistockkliniek, die gespecialiseerd was in de behandeling van kinderen die worstelden met hun genderidentiteit. Het boek geldt als de grondigste studie over dit medische schandaal en werd een Sunday Times-bestseller. Het boek gaat tevens uitgebreid in op het Dutch protocol en de ontstaansgeschiedenis van het genderbevestigende zorgmodel.
Het boek begint met een anekdote over een gesprek dat werknemer Dr Anna Hutchinson heeft met directrice Polly Carmichael en waarin Hutchinson tot de conclusie komt dat er sprake is van grote misstanden bij de kliniek. Vervolgens wordt in een chronologische tijdlijn de ontstaansgeschiedenis van de kliniek uiteengezet en toegewerkt naar hoe het zover kon komen. Tussendoor zijn er korte hoofdstukken met verhalen van ex-patiënten. Deze zijn overwegend zeer kritisch, maar er zitten ook enkele ex-patiënten bij die wel positief over de kliniek zijn. Er komen werknemers aan het woord die uiteenzetten dat bij bepaalde patiënten zeer zichtbaar was dat er sprake was van geïnternaliseerde homofobie, of bij hun ouders of sociale omgeving van homofobie, en ook worden er vermeende gevallen van het syndroom van Münchhausen by proxy genoemd.

## Ontvangst
Het boek ontving vrijwel alleen positieve recensies vanwege de grondige aard van het werk. De positieve recensies stonden in The Observer, The Guardian, The Sunday Times, de Financial Times, The Times, The Daily Telegraph en The Irish Times.